# Botrypus striatus
Botrypus striatus là một loài dương xỉ trong họ Ophioglossaceae. Loài này được Underw. Holub mô tả khoa học đầu tiên năm 1973.